# クリスティアン・フリードリヒ・ホルンシュック

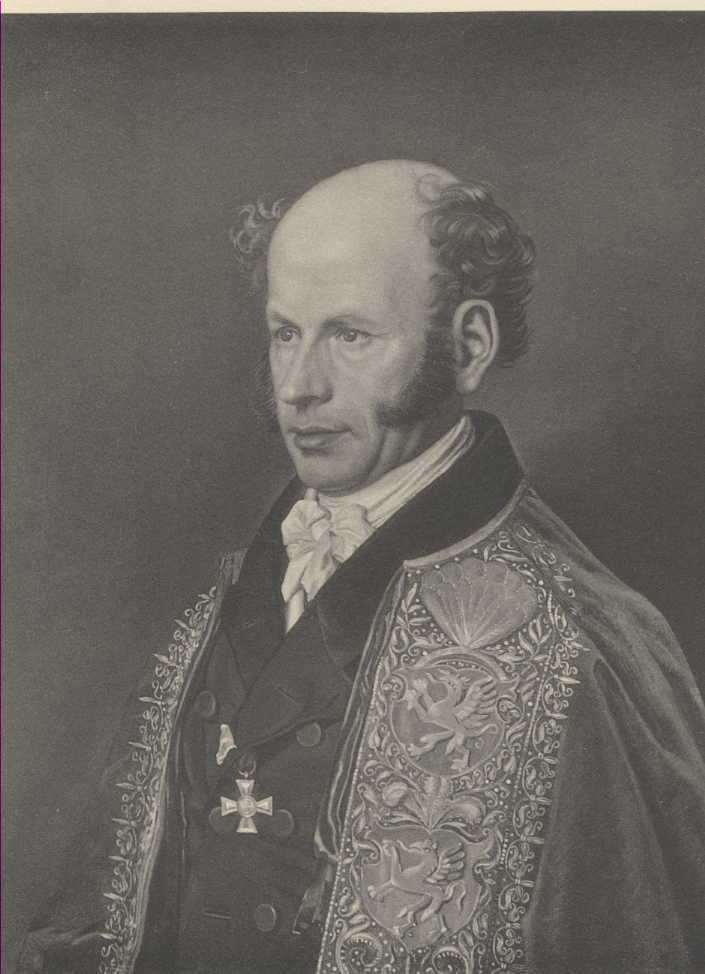
Christian Friedrich Hornschuch.

クリスティアン・フリードリヒ・ホルンシュック（Christian Friedrich Hornschuch、1793年8月21日 – 1850年12月24日）はドイツの植物学者である。

## 生涯
バイエルン州のバート・ローダッハに生まれた。ヒルドブルクハウゼンで薬剤師の見習いとして働き始め、1813年にレーゲンスブルクの植物学者としても知られる医者の、ダーフィット・ハインリヒ・ホッペの助手となり、その後、ゲフレースで隠花植物を研究する薬剤師のフンク（Heinrich Christian Funck）の助手となり、フィヒテル山地に自生するコケ類の研究を始めた。
1816年にホッペとともにアドリア海の植物調査旅行を行い、1817年にもオーストリアのケルンテン州やチロル州の山地で研究を行った。 その後、グライフスヴァルト大学の技官として働き、スウェーデンのコケ類の研究者、カール・アドルフ・アガードとともに短期間研究を行った。
1820年にグライフスヴァルト大学の准教授となり、大学植物園の園長となり、1827年に教授となった。

## 著作
- Tagebuch auf einer Reise nach den Küsten des adriatischen Meeres. 1818.
- De Voitia et Systolio. novis muscorum frondosorum generibus. 1818.
- Einige Beobachtungen über die Entstehung und Metamorphose der niederen vegetabilischen Organismen. In: Flora, 1819